# Hovtjärnen, Hälsingland
Hovtjärnen är en sjö i Bollnäs kommun i Hälsingland och ingår i Ljusnans huvudavrinningsområde.